# Gare de Vonnas
La gare de Vonnas est une gare ferroviaire française de la ligne de Mâcon à Ambérieu, située sur le territoire de la commune de Vonnas, dans le département de l'Ain, en région Auvergne-Rhône-Alpes.
Elle est mise en service en 1857 par la Compagnie du chemin de fer de Lyon à la Méditerranée (LM) avant de devenir une gare du réseau de la Compagnie des chemins de fer de Paris à Lyon et à la Méditerranée (PLM).
C'est une gare de la Société nationale des chemins de fer français (SNCF), desservie par des trains régionaux TER Auvergne-Rhône-Alpes.

## Situation ferroviaire
Établie à 192 mètres d'altitude, la gare de Vonnas est située, au point kilométrique (PK) 16,950 de la ligne de Mâcon à Ambérieu, entre les gares de Pont-de-Veyle et de Mézériat.

## Histoire
La station de Vonnas est mise en service le 6 juin 1857 par la Compagnie du chemin de fer de Lyon à la Méditerranée (LM), lorsqu'elle ouvre à l'exploitation les 34 kilomètres de Bourg à la rive gauche de la Saône. La voie s'arrête au bord de la rivière du fait d'un retard pris sur la construction du viaduc, un service de bateaux est organisé pour faire traverser les voyageurs en environ trente minutes. Le viaduc permettra la continuité de la ligne à partir du 20 juillet 1857.
En 1911, Vonnas figure dans la nomenclature des gares stations et haltes de la Compagnie des chemins de fer de Paris à Lyon et à la Méditerranée (PLM). C'est une gare, qui peut expédier et recevoir des dépêches privées, et qui est ouverte au service complet des marchandises (petite et grande vitesse) à l'exclusion des chevaux chargés dans des wagons-écuries s'ouvrant en bout et des voitures à 4 roues à deux fonds et à deux banquettes dans l'intérieur, omnibus diligences, etc. Elle est située sur la ligne de Mâcon à Modane, entre les gares de Pont-de-Veyle et de Mézériat.
Elle conserve son statut de gare voyageurs au cours du XXe siècle, ses installations, notamment les abris, le mobilier, l'éclairage et la signalétique, sont rénovées en 2012 dans le cadre du programme régional de « remise à niveau des gares et haltes ».

## Fréquentation
Selon les estimations de la SNCF, la fréquentation annuelle de la gare s'élève aux nombres indiqués dans le tableau ci-dessous.
| Année               | 2023    | 2022    | 2021    | 2020   | 2019   | 2018   | 2017   | 2016   | 2015   |
| ------------------- | ------- | ------- | ------- | ------ | ------ | ------ | ------ | ------ | ------ |
| Nombre de voyageurs | 104 874 | 102 171 | 101 754 | 85 383 | 91 327 | 94 344 | 93 489 | 93 865 | 92 618 |

## Service des voyageurs

### Accueil
Gare SNCF, elle dispose d'un bâtiment voyageurs, avec un guichet et une salle d'attente, ouvert du lundi au vendredi et fermé les samedis, dimanches et jours fériés. Les quais sont en accès libres tous les jours du premier au dernier train quotidien.

### Desserte
Vonnas est desservie par des trains TER Auvergne-Rhône-Alpes de la relation Mâcon – Bourg-en-Bresse – Ambérieu.

En 2016, Installations et desserte
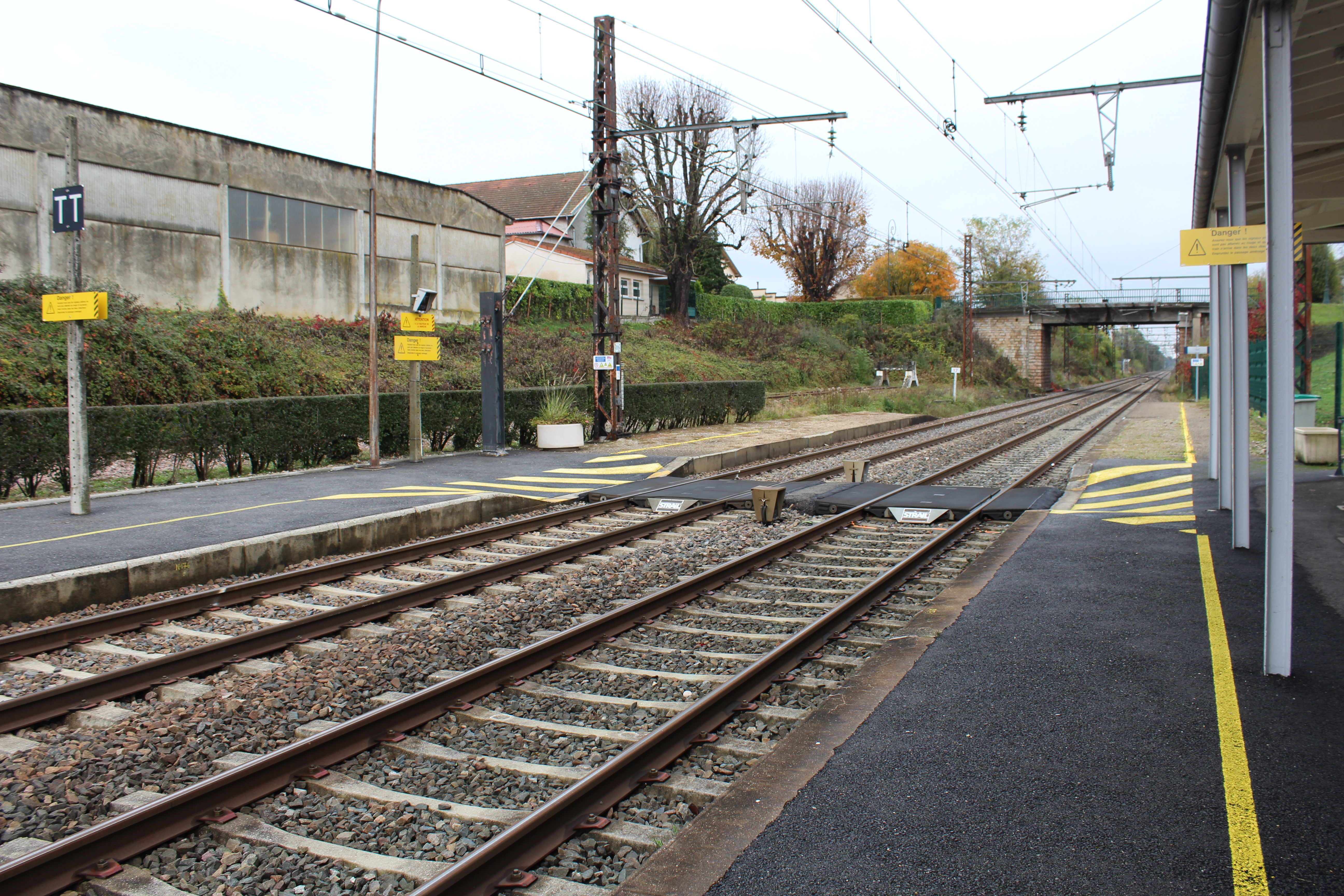
Passage planchéié.
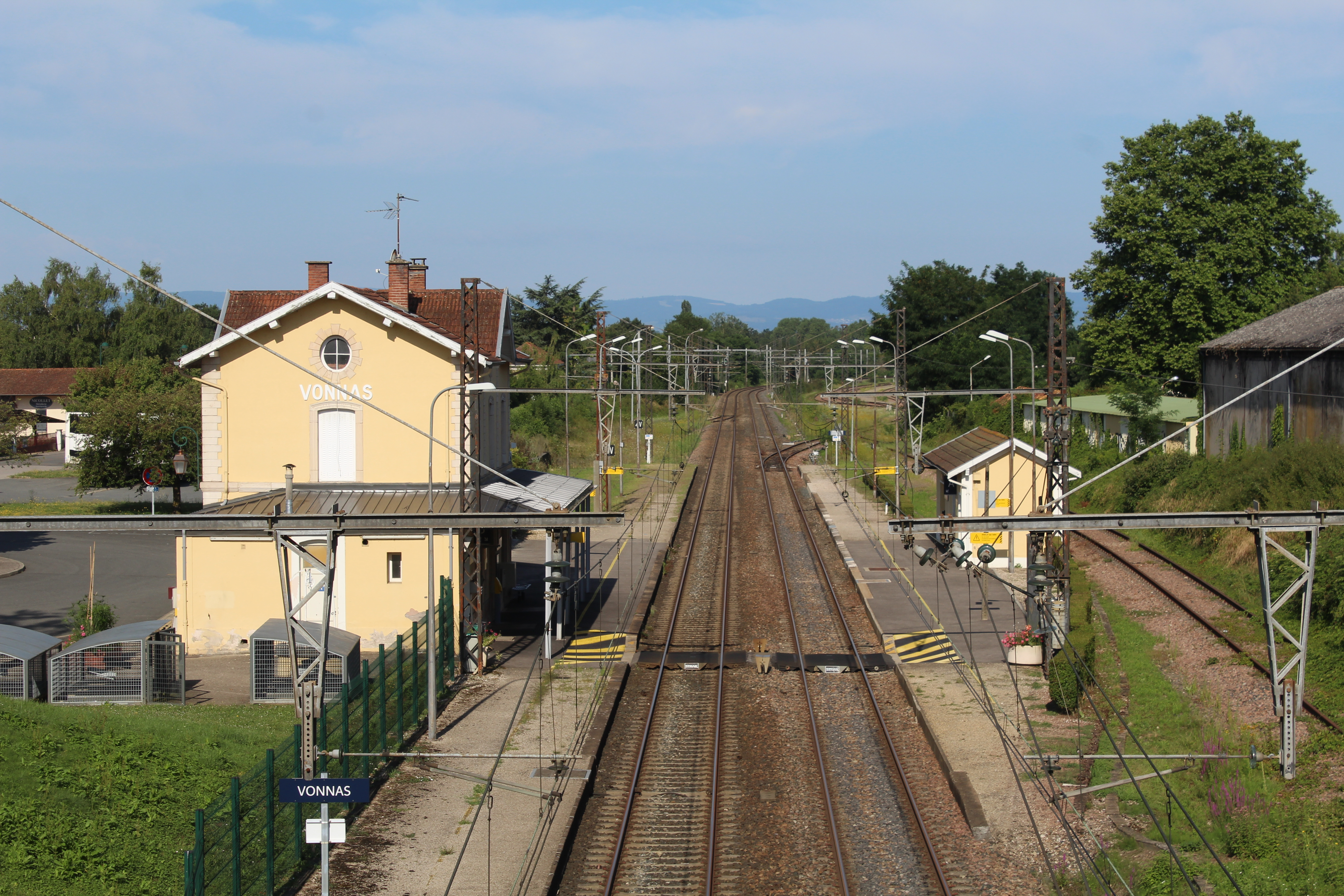
Vue d'ensemble.
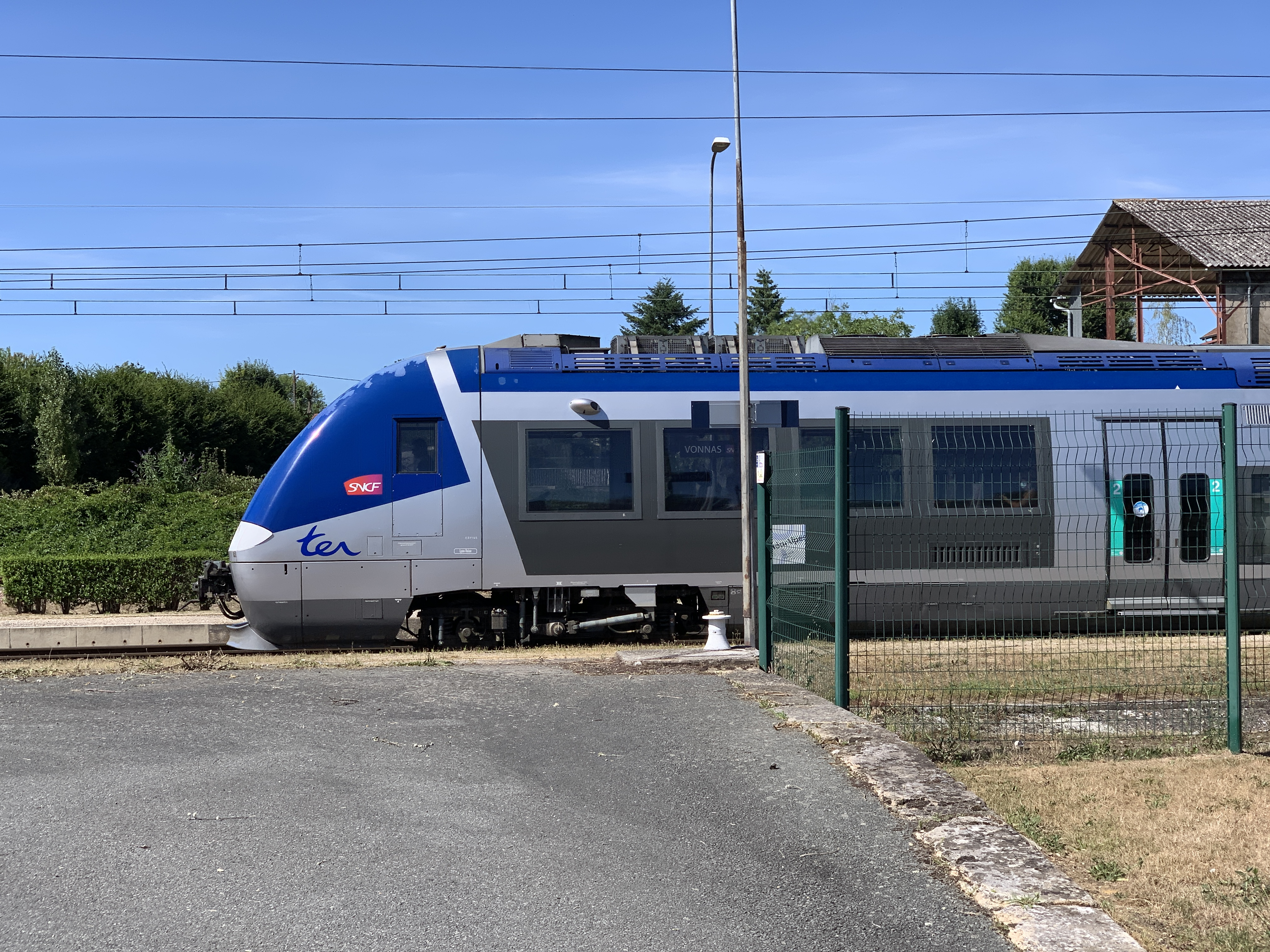
TER.

### Intermodalité
Un parc pour les vélos (consignes individuelles vélos en libre accès) et un parking pour les véhicules y sont aménagés.
Elle est desservie par des cars TER de la relation Mâcon – Bourg-en-Bresse.